# Nippon Professional Baseball 2019
La stagione 2019 della Nippon Professional Baseball (NPB) è iniziata il 29 marzo ed è terminata il 23 ottobre 2019.
Le Japan Series sono state vinte per la decima volta nella loro storia dai Fukuoka SoftBank Hawks, che si sono imposti sugli Yomiuri Giants per 4 partite a 0.

## Regular season

### Central League
| Squadra                | Partite | Vittorie | Sconfitte | Pareggi | Perc. | GB   |
| ---------------------- | ------- | -------- | --------- | ------- | ----- | ---- |
| Yomiuri Giants         | 143     | 77       | 64        | 2       | .546  | —    |
| Yokohama DeNA BayStars | 143     | 71       | 69        | 3       | .519  | 4.5  |
| Hanshin Tigers         | 143     | 69       | 68        | 6       | .504  | 6.0  |
| Hiroshima Toyo Carp    | 143     | 70       | 70        | 3       | .500  | 6.5  |
| Chunichi Dragons       | 143     | 68       | 73        | 2       | .482  | 9.0  |
| Tokyo Yakult Swallows  | 143     | 59       | 82        | 2       | .418  | 18.0 |

### Pacific League
| Squadra                      | Partite | Vittorie | Sconfitte | Pareggi | Perc. | GB   |
| ---------------------------- | ------- | -------- | --------- | ------- | ----- | ---- |
| Saitama Seibu Lions          | 143     | 80       | 62        | 1       | .563  | —    |
| Fukuoka SoftBank Hawks       | 143     | 76       | 62        | 5       | .551  | 2.0  |
| Tohoku Rakuten Golden Eagles | 143     | 71       | 68        | 4       | .511  | 7.5  |
| Chiba Lotte Marines          | 143     | 69       | 70        | 4       | .504  | 9.5  |
| Hokkaido Nippon-Ham Fighters | 143     | 65       | 73        | 5       | .471  | 12.0 |
| Orix Buffaloes               | 143     | 61       | 75        | 7       | .452  | 14.0 |

|  | 1º della regular season e qualificato alle finali delle Climax Series |
|  | Qualificati alle semifinali delle Climax Series                       |

## Post season
|  | Climax Series - semifinali | Climax Series - semifinali   | Climax Series - semifinali |                        |                | Climax Series - finali | Climax Series - finali | Climax Series - finali |  |  | Japan Series | Japan Series | Japan Series |  |
|  |                            |                              |                            |                        |                |                        |                        |                        |  |  |              |              |              |  |
|  |                            |                              |                            |                        |                | C1                     | Yomiuri Giants         | 4                      |  |  |              |              |              |  |
|  |                            |                              |                            |                        |                | C1                     | Yomiuri Giants         | 4                      |  |  |              |              |              |  |
|  |                            |                              |                            | Hanshin Tigers         | 1              |                        |                        |                        |  |  |              |              |              |  |
|  | C2                         | Yokohama DeNA BayStars       | 1                          | Hanshin Tigers         | 1              |                        |                        |                        |  |  |              |              |              |  |
|  | C2                         | Yokohama DeNA BayStars       | 1                          |                        |                |                        |                        |                        |  |  |              |              |              |  |
|  | C3                         | Hanshin Tigers               | 2                          |                        |                |                        |                        |                        |  |  |              |              |              |  |
|  | C3                         | Hanshin Tigers               | 2                          |                        | Yomiuri Giants | Yomiuri Giants         | 0                      |                        |  |  |              |              |              |  |
|  |                            |                              |                            |                        |                |                        |                        |                        |  |  |              |              |              |  |
|  |                            |                              | Fukuoka SoftBank Hawks     | Fukuoka SoftBank Hawks | 4              |                        |                        |                        |  |  |              |              |              |  |
|  |                            |                              |                            | Fukuoka SoftBank Hawks | 4              |                        |                        |                        |  |  |              |              |              |  |
|  |                            |                              |                            |                        |                |                        |                        |                        |  |  |              |              |              |  |
|  |                            |                              |                            |                        |                |                        |                        |                        |  |  |              |              |              |  |
|  |                            | P1                           | Saitama Seibu Lions        | 1                      |                |                        |                        |                        |  |  |              |              |              |  |
|  |                            |                              |                            | 1                      |                |                        |                        |                        |  |  |              |              |              |  |
|  |                            |                              |                            | Fukuoka SoftBank Hawks | 4              |                        |                        |                        |  |  |              |              |              |  |
|  | P2                         | Fukuoka SoftBank Hawks       | 2                          | Fukuoka SoftBank Hawks | 4              |                        |                        |                        |  |  |              |              |              |  |
|  | P2                         | Fukuoka SoftBank Hawks       | 2                          |                        |                |                        |                        |                        |  |  |              |              |              |  |
|  | P3                         | Tohoku Rakuten Golden Eagles | 1                          |                        |                |                        |                        |                        |  |  |              |              |              |  |

## Campioni
| Japan Series 2019 Fukuoka SoftBank Hawks decimo titolo |

## Premi
- Miglior giocatore della stagione

|    | Giocatore       | Squadra             |
| -- | --------------- | ------------------- |
| CL | Hayato Sakamoto | Yomiuri Giants      |
| PL | Tomoya Mori     | Saitama Seibu Lions |

- Rookie dell'anno

|    | Giocatore         | Squadra                |
| -- | ----------------- | ---------------------- |
| CL | Munetaka Murakami | Tokyo Yakult Swallows  |
| PL | Rei Takahashi     | Fukuoka SoftBank Hawks |

- Miglior giocatore delle Japan Series

| Giocatore        | Squadra                |
| ---------------- | ---------------------- |
| Yurisbel Gracial | Fukuoka SoftBank Hawks |